# Joeperry Lake
Joeperry Lake är en sjö i Kanada.   Den ligger i countyt Lennox and Addington County och provinsen Ontario, i den sydöstra delen av landet, 140 km väster om huvudstaden Ottawa. Joeperry Lake ligger 318 meter över havet. Arean är 1,6 kvadratkilometer. Den sträcker sig 1,7 kilometer i nord-sydlig riktning, och 2,0 kilometer i öst-västlig riktning.
I omgivningarna runt Joeperry Lake växer i huvudsak blandskog. Runt Joeperry Lake är det mycket glesbefolkat, med 2 invånare per kvadratkilometer.